# Solanská hora
Solanská hora är ett berg i Tjeckien.   Det ligger i regionen Ústí nad Labem, i den nordvästra delen av landet, 60 km nordväst om huvudstaden Prag. Toppen på Solanská hora är 638 meter över havet, eller 122 meter över den omgivande terrängen. Bredden vid basen är 1,5 km.
Terrängen runt Solanská hora är kuperad åt nordväst, men åt sydost är den platt.Runt Solanská hora är det ganska glesbefolkat, med 32 invånare per kvadratkilometer. Närmaste större samhälle är Most, 18,9 km väster om Solanská hora. Trakten runt Solanská hora består till största delen av jordbruksmark.